# César Niay
Pour les articles homonymes, voir Niay.
César Auguste Alexandre Joachim Niay est un homme politique français né le 12 septembre 1782 à Séry-lès-Mézières (Aisne) et mort le 29 août 1849 à Ribemont (Aisne).

## Biographie
Notaire de 1809 à 1823, maire de Ribemont de 1815 à 1822, conseiller général, il est député de l'Aisne de 1831 à 1833, siégeant dans la majorité soutenant la Monarchie de Juillet. Il démissionne pour devenir juge de paix.

## Sources
- « César Niay », dans Adolphe Robert et Gaston Cougny, Dictionnaire des parlementaires français, Edgar Bourloton, 1889-1891 [détail de l’édition]